# Tegteza palpalis
Tegteza palpalis är en fjärilsart som beskrevs av Walker 1869. Tegteza palpalis ingår i släktet Tegteza och familjen nattflyn. Inga underarter finns listade i Catalogue of Life.